# Georges Jauneau (homme politique)
 (février 2025).
Pour les articles homonymes, voir Jauneau.
Georges Jauneau, né le 24 novembre 1906 à Ons-en-Bray (Oise) et mort le 9 avril 1990 à Clermont-de-l’Oise (Oise) est un résistant et homme politique français.

## Biographie
Fils d'un professeur du Lycée Félix-Faure de Beauvais, Georges Jauneau suit les engagements de son père, membre du parti radical-socialiste en militant dans ce parti ainsi qu'à la Libre Pensée.
Installé à Saint-Just-en-Chaussée, où il travaille comme ingénieur chimiste, il participe à l'activité antifasciste dans cette ville, ainsi qu'à la campagne en faveur du Front populaire. Il se rapproche alors des militants communistes locaux, et notamment de Paulette Biefnot-Cleymen, responsable locale de l'union des jeunes filles de France, qu'il épouse en 1940.
Résistant de la première heure, sous le pseudonyme de « Capitaine Jacques », il est arrêté à plusieurs reprises en 1941, mais est à chaque fois relâché, faute de preuves. C'est dans le cadre de la résistance, et des FTP, qu'il adhère au Parti Communiste.
À la Libération, il est le secrétaire général départemental du Front National dans l'Oise. Il est décoré de la Croix de Guerre pour son action contre l'occupant.
En décembre 1946, il est élu au Conseil de la République, et siège au sein du groupe communiste. Il mène aussi une liste soutenue par le PCF aux municipales à Saint-Just, mais n'est pas élu. En 1948, il perd son siège de sénateur, mais continue de militer, prioritairement au Mouvement de la Paix, dont il est le principal animateur départemental.
Il ne retrouve la lutte électorale qu'en 1959, quand il tente à nouveau, mais en vain, de conquérir la mairie de Saint-Just-en-Chaussée. En 1961, il s'installe à Clermont, et s'éloigne progressivement de l'action politique, à la suite de rumeurs sur sa vie privée.

## Sources
- Dictionnaire biographique du mouvement ouvrier, mouvement social, notice de Jean Pierre Besse.